# 大門宏
大門 宏（だいもん ひろし、1962年2月16日 - ）は、石川県出身の元自転車競技（ロードレース）選手、自転車競技指導者。現在はTEAM NIPPO-PROVENCE-PTS CONTI(SUI)の監督。日本を代表する名選手・名監督として知られている。

## 来歴

### 選手時代
中京大学時代にはインカレ（全日本大学対抗選手権自転車競技大会）で連覇を果たし、1984年にシマノレーシングに加入。しかし1985年8月12日に日本航空123便が御巣鷹の尾根に墜落した事故で、辻昌憲が死亡した影響を受けて、同チームを離れることを決意。1986年より、スイスを拠点とするチームに移籍した。それ以降、南スイスを拠点にスイスのチームで長年活躍する。
1990年は、スイスのMAVIC-GITANE・VC LUGANOで活動するが、日本で結成された最初の本格的なプロチームEPSON BOSCOにも所属した｡
1991年、スイスのMAVIC GITAN-TICINO VITAに所属しながら、日本鋪道に加入。日本のレースでも走るようになり、圧倒的な成績を残す。同年の全日本選手権で優勝、トラックレース世界選手権・アマポイントレースで6位(この種目で日本人初の入賞)に入る。1992年のバルセロナオリンピックでもポイントレースに出場し11位。
また、ヨーロッパで日本のナショナルチームを結成、イタリアを中心としたレースで好成績を残した。
1994年に日本鋪道専属となり、1995年の選手兼任監督に就任。。

### 監督時代
日本鋪道の選手兼任監督を経て、1996年より同チームのGM/監督専任となる。。
チームNIPPOは大門の下でアジアでもトップクラスの成績を誇るチーム（UCIアジアツアーのチームランキング1位）へと成長した。また、全日本ナショナルチームの監督もしばしば引き受け、指揮をとる。
2007年には、浅田顕と共にNIPPOコーポレーション・梅丹本舗・エキップアサダの監督をも務めた。
2010年には若手育成のため、ベルギーにチームユーラシア・ムセウバイクスを発足させた。このチームには元世界チャンピオンのヨハン・ムセウがアドバイザーとして加わっている。。

## 人物
日本きってのヨーロッパ通であり、エキップアサダ代表の浅田顕らと共に日本のロード界のため長年尽力してきたことで知られている。現在、トップシーンで活躍する日本人選手に、大門の世話になっていない選手はいない、と言われるほど地道に日本と世界の橋渡しを行っている。。
大門の導きにより、スタッフ、選手、メディア、関係企業にいたるまで、多くの自転車関係者が世界へと進出している。自分のキャリアとして残らないようなことでも、日本の自転車競技界の為と思えばそこに手を差し伸べるような、影で暗躍するタイプの人物だと、元選手で現チームユーラシア監督の橋川健は評した。。
一見怖そうで、J SPORTS等の解説でもムスッとしているが、実は意外と優しく、面倒見が良く、選手からの信頼も厚い。自分の事よりも、常にチーム、選手の事を考えている。
尊敬する監督はシマノレーシング時代の辻昌憲。